# Chantal Bassi
Chantal Bassi (echte naam Chantal Bassignani) is geboren in Marseille op 8 april 1950. Zij is een zangeres die ook onder de naam Chantal Kelly heeft opgetreden.
In de tweede helft van de jaren zestig bracht zij enkele singles uit, onder andere: Le prof d'Anglais en Caribou. Dit werden kleine hitjes in Frankrijk. Na een lange periode van stilte kwam zij in 1980 terug met het new wave album Le vamp. Een jaar later volgde haar tot nu toe laatste single: A peine inhumaine.
Tegenwoordig woont zij op Corsica.
- International Standard Name Identifier: 0000 0004 6355 0704
- Virtual International Authority File: 7463151052004233530006